# György Czink
György Czink es un deportista húngaro que compitió en piragüismo en la modalidad de aguas tranquilas. Ganó una medalla en el Campeonato Mundial de Piragüismo de 1963, y tres medallas en el Campeonato Europeo de Piragüismo entre los años 1959 y 1963.

## Palmarés internacional
| Campeonato Mundial | Campeonato Mundial | Campeonato Mundial | Campeonato Mundial |
| Año                | Lugar              | Medalla            | Evento             |
| ------------------ | ------------------ | ------------------ | ------------------ |
| 1963               | Jajce (Yugoslavia) | Medalla de bronce  | K4 10 000 m        |
| Campeonato Europeo |                    |                    |                    |
| Año                | Lugar              | Medalla            | Evento             |
| 1959               | Duisburgo (RFA)    | Medalla de bronce  | K1 10 000 m        |
| 1961               | Poznań (Polonia)   | Medalla de oro     | K4 10 000 m        |
| 1963               | Jajce (Yugoslavia) | Medalla de bronce  | K4 10 000 m        |